# Lucas Giovannetti
Lucas Nicolás Giovannetti (Del Viso, 14 giugno 2005) è un cestista argentino con cittadinanza italiana.

## Carriera

### Nazionale
Nel 2023 ha vinto la medaglia d'oro ai XIX Giochi panamericani.

## Palmarès
- Copa Princesa de Asturias: 1

Estudiantes: 2024